# Montgomery (Alabama)
Montgomery é a capital do estado norte-americano do Alabama e sede do Condado de Montgomery. Foi fundada em 1814 com a designação de Fort Montgomery e incorporada como cidade em 3 de dezembro de 1819, tornando-se a capital do estado em 6 de dezembro de 1847. Foi também a capital dos Estados Confederados da América entre 4 de fevereiro e 20 de maio de 1861.
Entre 1955 e 1956 aconteceu em Montgomery um boicote anti-segregacionista que desencadeou o movimento dos direitos civis dos afro-americanos.

## História
Antes da colonização européia, a margem esquerda do rio Alabama era habitada pela tribo Alibamu dos nativos americanos. Eles falavam línguas Muskogean mutuamente inteligíveis, que estavam intimamente relacionados. Nos dias atuais Montgomery é situada no local de duas cidades: Ikanatchati e Towassa. Os primeiros europeus a viajar pelo centro de Alabama foram Hernando de Soto e sua expedição, que passou por Ikanatchati e acamparam durante uma semana em Towassa em 1540.
Entre fevereiro e maio de 1861, Montgomery foi a capital dos Estados Confederados da América. Em abril de 1865, o general James H. Wilson marchou com suas tropas sobre a cidade e tomou a região com poucas dificuldades em nome da União.

## Geografia
De acordo com o United States Census Bureau, a cidade tem uma área de 420,2 km², dos quais 414,3 km² estão cobertos por terra e 6 km² por água.

## Demografia
Segundo o censo nacional de 2010, sua população é de 205 764 habitantes e sua densidade populacional é de 489,6 hab/km². A cidade possui 92 115 residências, que resulta em uma densidade de 222,9 residências/km². É a segunda cidade mais populosa do estado.

## Marcos históricos
A relação a seguir lista as 63 entradas do Registro Nacional de Lugares Históricos em Montgomery. O primeiro marco foi designado em 15 de outubro de 1966 e o mais recente em 23 de julho de 2020. Aqueles marcados com ‡ também são um Marco Histórico Nacional.
- Alabama State University Historic District
- Bell Building
- Brame House
- Bricklayers Hall
- Building 800-Austin Hall
- Building 836-Community College of the Air Force Building
- Capitólio Estadual do Alabama‡
- Cassimus House
- City of St. Jude Historic District
- Cleveland Court Apartments 620-638
- Cloverdale Historic District
- Cottage Hill Historic District
- Court Square Historic District
- Dexter Avenue Baptist Church‡
- Dowe Historic District
- Dr. C. A. Thigpen House
- Edgewood
- First White House of the Confederacy
- Garden District
- Gay House
- Gerald-Dowdell House
- Gov. Thomas G. Jones House
- Grove Court Apartments
- Harrington Archaeological Site
- Huntingdon College Campus Historic District
- Jefferson Davis Hotel
- Jefferson Franklin Jackson House
- Jere Shine Site
- Lower Commerce Street Historic District
- Mansão do governador do Alabama
- Maxwell Air Force Base Senior Officer's Quarters Historic District
- McBryde-Screws-Tyson House
- Montgomery Greyhound Bus Station
- Montgomery Union Station and Trainshed‡
- Montgomery Veterans Administration Hospital Historic District
- Mt. Zion AME  Zion Church
- Muklassa
- Old Ship African Methodist Episcopal Zion Church
- Opp Cottage
- Ordeman-Shaw Historic District
- Patrick Henry Brittan House
- Pastorium, Dexter Avenue Baptist Church
- Pepperman House
- Perry Street Historic District
- Powder Magazine
- Sayre Street School
- Scott Street Firehouse
- Semple House
- Shepherd Building
- Smith-Joseph-Stratton House
- South Perry Street Historic District
- St. John's Episcopal Church
- Stay House
- Steiner-Lobman and Teague Hardware Buildings
- Stone Plantation
- The Murphy House
- Tulane Building
- Tyson-Maner House
- United States Post Office and Courthouse-Montgomery‡
- Wharton-Chappell House
- William Lowndes Yancey Law Office‡
- Winter Building
- Winter Place